# Salvatore Rossini
Salvatore Rossini (Formia, Italia; 13 de julio de 1986) es un jugador profesional de voleibol italiano. Ocupa la posición de líbero en la  selección italiana y en el Pallavolo Modena.

## Trayectoria

### Clubes
Nacido en Formia, empieza su carrera en el segundo equipo del Top Volley Latina en la cuarta división de Italia en la temporada 2003-04. Tras unos años en las divisiones inferiores, en la temporada 2010-11 ficha por el PV Città di Castello en Segunda División y el año siguiente debuta en la Serie A1 en las filas del Gabeca Pallavolo.
En verano 2012 regresa al Top Volley Latina donde se queda por dos temporadas antes de fichar por el Pallavolo Modena; con los canarini gana las Copas de Italia de 2014-15 y 15-16, una Supercopa de Italia y la SuperLega 2015-16.

### Selleción
Debuta en la  selección italiana en verano 2012 consiguiendo las medallas de plata en el campeonato europeo de 2013, en la  Copa Mundial de 2015 y en los  Juegos Olímpicos de Río de Janeiro 2016 además de las de bronce en la Liga Mundial 2013 y de 2014, en la Grand Championship Cup de 2013 y en el  Campeonato Europeo de 2015. 

## Palmarés

### Clubes
- Campeonato de Italia (1): 2015-16
- Copa de Italia (2): 2014-15, 2015-16
- Supercopa de Italia (2): 2015, 2016